# Минамиасигара
Минамиасигара (яп. 南足柄市 Минамиасигара-си) — город в Японии, находящийся в префектуре Канагава. Площадь города составляет 76,93 км², население — 43 368 человек (1 августа 2014), плотность населения — 563,73 чел./км².

## Географическое положение
Город расположен на острове Хонсю в префектуре Канагава региона Канто. С ним граничат город Одавара и посёлки Кайсей, Ямакита, Хаконе, Ояма.

## Население
Население города составляет 43 368 человек (1 августа 2014), а плотность — 563,73 чел./км². Изменение численности населения с 1980 по 2005 годы:
| 1980 | 39 919 чел. |  |
| 1985 | 41 706 чел. |  |
| 1990 | 42 600 чел. |  |
| 1995 | 43 596 чел. |  |
| 2000 | 44 156 чел. |  |
| 2005 | 44 134 чел. |  |

## Символика
Деревом города считается камелия сасанква, цветком — горечавка шероховатая.

## Города-побратимы
- Тилбург, Нидерланды (1989)
- Митоё, Япония (1990)